# Узкоокаймлённый листоед
Узкоокаймлённый листоед (Chrysolina sanguinolenta) — вид жуков-листоедов из подсемейства хризомелин (Chrysomelinae). Распространён в Палеарктике — в Европе, на Кавказе, в Марокко, на севере Малой Азии, в Казахстане, Киргизии, на юге Сибири, в Монголии и на Дальнем Востоке России, где населяют луга (влажные и сухие), поля, долины рек, а также морские прибрежные участки. Питаются на представителях норичниковых (льнянка) и подорожниковых (подорожник). Жуки плохо летают. Жук длиной 6—9 мм.